# Saison 2023-2024 de l'Ajax Amsterdam
Maillots
Chronologie
Saison précédente Saison suivante
La saison 2023-2024 de l'Ajax Amsterdam, club de football néerlandais, voit le club évoluer en Eredivisie pour la 68e saison de son histoire. Classé 3e du championnat national la saison précédente, il s'est ainsi qualifié pour le tour de barrages de la phase qualificative de la Ligue Europa (C3). L'Ajax dispute aussi la coupe nationale (KNVB Beker), dont il est le double finaliste sortant.
L'équipe est dirigée par le néerlandais Maurice Steijn (en), en place depuis l'été 2023. Il est démis de ses fonctions le 23 octobre, après l'un des pires débuts de saison de l'histoire de l'Ajax, laissant le club à l'avant-dernière place du championnat, sans victoire depuis deux mois. L'intérim est assuré par son assistant, Hedwiges Maduro, dès le déplacement suivant à Brighton, en C3. Après la nouvelle défaite en championnat face au PSV Eindhoven, c'est un ancien joueur du club à l'immense palmarès, John van 't Schip, qui est nommé le 30 octobre en tant qu'entraineur jusqu'à la fin de la saison, avant de rejoindre la direction technique du club.
Le début de saison catastrophique en championnat se répercute sur la coupe d'Europe. Le regain de forme en décembre conduit l'Ajax à remporter sa première victoire de la phase de groupe lors de la 6e et dernière journée, le qualifiant in extremis pour le tour de barrages de la phase à élimination directe de la C4. Un nouvel élan est aussi trouvé en championnat, mais coupé par une déconvenue dans l'entrée en lice de l'équipe en coupe nationale, avec une défaite face aux amateurs de l'USV Hercules (3-2).

## Effectif

### Transferts

#### Mercato estival
| Nom                   | Nationalité        | Poste     | Type de transfert   | Provenance/Destination   | Division             |
| --------------------- | ------------------ | --------- | ------------------- | ------------------------ | -------------------- |
| Arrivées              |                    |           |                     |                          |                      |
| Chuba Akpom           | Angleterre         | Attaquant | Transfert (12M €)   | Middlesbrough FC         | Premier League       |
| Gastón Ávila          | Argentine          | Défenseur | Transfert           | Royal Antwerp FC         | Division 1A          |
| Carlos Forbs          | Portugal           | Attaquant | Transfert (14M €)   | Manchester City FC (U21) | Premier League 2     |
| Ethan Butera          | Belgique           | Défenseur | Transfert (1,5M €)  | RSC Anderlecht           | Division 1A          |
| Mohamed Daramy        | Danemark           | Attaquant | Retour de prêt      | FC Copenhague            | Superligaen          |
| Anton Gaaei           | Danemark           | Défenseur | Transfert (2M €)    | Viborg FF                | Superligaen          |
| Jay Gorter            | Pays-Bas           | Gardien   | Retour de prêt      | Aberdeen FC              | Scottish Premiership |
| Sivert Mannsverk      | Norvège            | Milieu    | Transfert           | Molde FK                 | Eliteserien          |
| Jakov Medić           | Croatie            | Défenseur | Transfert (3M €)    | FC St. Pauli             | 2. Bundesliga        |
| Georges Mikautadze    | Géorgie            | Attaquant | Transfert (16M €)   | FC Metz                  | Ligue 1              |
| Kik Pierie            | Pays-Bas           | Défenseur | Retour de prêt      | SBV Excelsior            | Eredivisie           |
| Diant Ramaj           | Allemagne          | Gardien   | Transfert (8M €)    | Eintracht Francfort      | Bundesliga           |
| Borna Sosa            | Croatie            | Défenseur | Transfert           | VfB Stuttgart            | Bundesliga           |
| Josip Šutalo          | Croatie            | Défenseur | Transfert           | Dinamo Zagreb            | Prva HNL             |
| Benjamin Tahirović    | Bosnie-Herzégovine | Milieu    | Transfert (7,5M €)  | AS Roma                  | Serie A              |
| Branco van den Boomen | Pays-Bas           | Milieu    | Transfert libre     | Toulouse FC              | Ligue 1              |
| Départs               |                    |           |                     |                          |                      |
| Edson Álvarez         | Mexique            | Milieu    | Transfert (40M €)   | West Ham United FC       | Premier League       |
| Youri Baas            | Pays-Bas           | Défenseur | Prêt                | NEC Nijmegen             | Eredivisie           |
| Calvin Bassey         | Nigeria            | Défenseur | Transfert (22,5M €) | Fulham FC                | Premier League       |
| Francisco Conceição   | Portugal           | Milieu    | Prêt                | FC Porto                 | Liga Portugal        |
| Mohamed Daramy        | Danemark           | Attaquant | Transfert           | Stade de Reims           | Ligue 1              |
| Kian Fitz-Jim         | Pays-Bas           | Milieu    | Prêt                | SBV Excelsior            | Eredivisie           |
| Florian Grillitsch    | Autriche           | Milieu    | Fin de contrat      | TSG Hoffenheim           | Bundesliga           |
| Mohammed Kudus        | Ghana              | Attaquant | Transfert           | West Ham United FC       | Premier League       |
| Lorenzo Lucca         | Italie             | Attaquant | Fin du prêt         | Pise SC                  | Serie B              |
| Kik Pierie            | Pays-Bas           | Défenseur | Transfert           | SBV Excelsior            | Eredivisie           |
| Youri Regeer          | Pays-Bas           | Milieu    | Transfert (0,9M €)  | FC Twente                | Eredivisie           |
| Jorge Sánchez         | Portugal           | Défenseur | Prêt                | FC Porto                 | Liga Portugal        |
| Maarten Stekelenburg  | Pays-Bas           | Gardien   | Fin de carrière     | -                        | -                    |
| Dušan Tadić           | Serbie             | Attaquant | Fin de contrat      | Fenerbahçe SK            | Süper Lig            |
| Jurrien Timber        | Pays-Bas           | Défenseur | Transfert (40M €)   | Arsenal FC               | Premier League       |
| Naci Ünüvar           | Turquie            | Attaquant | Prêt                | FC Twente                | Eredivisie           |
| Owen Wijndal          | Pays-Bas           | Défenseur | Prêt                | Royal Antwerp FC         | Division 1A          |

#### Mercato hivernal
| Nom                | Nationalité | Poste     | Type de transfert | Provenance/Destination | Division         |
| ------------------ | ----------- | --------- | ----------------- | ---------------------- | ---------------- |
| Arrivées           |             |           |                   |                        |                  |
| Jordan Henderson   | Angleterre  | Milieu    | Transfert         | Al-Ettifaq FC          | Saudi Pro League |
| Julian Rijkhoff    | Pays-Bas    | Attaquant | Transfert         | Borussia Dortmund      | 1. Bundesliga    |
| Départs            |             |           |                   |                        |                  |
| Georges Mikautadze | Géorgie     | Attaquant | Prêt              | FC Metz                | Ligue 1          |

### Effectif professionnel
Le premier tableau liste l'effectif professionnel de l'Ajax Amsterdam pour la saison 2023-2024. Le second recense les prêts effectués par le club lors de cette même saison.
En grisé, les sélections de joueurs internationaux chez les jeunes mais n'ayant jamais été appelés aux échelons supérieurs une fois l'âge-limite dépassé ou les joueurs ayant pris leur retraite internationale.

## Résultats

### Championnat

#### Août
| 1re journée  | Ajax Amsterdam | 4 – 1   | Heracles Almelo |                               |                               |
| 12 août 2023 | ( Hato) Medić 45+8e · ( Tahirović) Kudus 75e · ( Salah-Eddine) Bergwijn 85e · Bergwijn 90+6e (pen.)                                                                | (1 – 1) | 45+5e Engels | Johan Cruyff Arena, Amsterdam | Johan Cruyff Arena, Amsterdam |
| 12 août 2023 | Tahirović 61e · Rensch 74e | Rapport | 10e Hoogma · 56e Ouahim · 58e Engels · 74e Bruns · 88e Limbombe · | Johan Cruyff Arena, Amsterdam | Johan Cruyff Arena, Amsterdam |
| 12 août 2023 | Rulli ( 32e Gorter ) – Salah-Eddine ( 89e Wijndal), Hato, Medić, Rensch – Van den Boomen, Taylor ( 61e Klassen), Tahirović – Bergwijn, Brobbey ( 89e Forbs), Kudus | Équipes | Brouwer – Willems ( 69e Roosken), Hoogma, Sonnenberg, Bakboord – Hansson ( 89e Van Oorschot), Ouahim ( 69e Vejinović), Engels, De Keersmaecker, Nankishi ( 68e Limbombe) – Hornkamp ( 45+1e Bruns) | Johan Cruyff Arena, Amsterdam | Johan Cruyff Arena, Amsterdam |

| 2e journée   | Excelsior Rotterdam | 2 – 2   | Ajax Amsterdam |                                       |                                       |
| 19 août 2023 | Horemans 45+1e · ( Lámprou) Agrafiotis 48e | (1 – 1) | 25e Brobbey (Forbs ) · 72e Klaassen (Kudus ) | Van Donge & De Roo Stadion, Rotterdam | Van Donge & De Roo Stadion, Rotterdam |
| 19 août 2023 | Rapport |         | | Van Donge & De Roo Stadion, Rotterdam | Van Donge & De Roo Stadion, Rotterdam |
| 19 août 2023 | Van Gassel – Horemans ( 75e Nieuwpoort), Zagré, El Yaakoubi, Widell – Seymor ( 60e Benita), Naujoks ( 86e Uddenäs), Baas – Agrafiotis ( 60e Omorowa), Driouech ( 74e Fernandes), Lámprou | Équipes | Gorter – Rensch, Salah-Eddine ( 46e Wijndal), Van den Boomen ( 60e Taylor), Medić ( 90e Hlynsson) – Hato, Forbs ( 60e Klaassen), Tahirović, Brobbey, Kudus – Bergwijn | Van Donge & De Roo Stadion, Rotterdam | Van Donge & De Roo Stadion, Rotterdam |

#### Septembre
| 4e journée       | Fortuna Sittard | 0 – 0   | Ajax Amsterdam |                                         |                                         |
| 3 septembre 2023 | | (0 – 0) | | Fortuna Sittard Stadion, Sittard-Geleen | Fortuna Sittard Stadion, Sittard-Geleen |
| 3 septembre 2023 | Dijks 65e · Rosier 90e · Oratmangoen 90+2e | Rapport | 36e Ávila · 45+6e Brobbey · | Fortuna Sittard Stadion, Sittard-Geleen | Fortuna Sittard Stadion, Sittard-Geleen |
| 3 septembre 2023 | Pandur – Dijks ( 73e Vita), Sióvas, Guth, Pinto – Noslin ( 88e Griffith), Rosier, Halilović ( 88e Özyakup), Duarte, Córdoba ( 88e Oratmangoen) – Belkheir ( 64e Sierhuis) | Équipes | Gorter – Ávila, Hato, Šutalo, Rensch ( 62e Gaaei) – Forbs ( 72e Godts), Tahirović ( 72e Taylor), Mikautadze, Van den Boomen, Hlynsson – Brobbey ( 62e Akpom) | Fortuna Sittard Stadion, Sittard-Geleen | Fortuna Sittard Stadion, Sittard-Geleen |

| 5e journée        | FC Twente | 3 – 1   | Ajax Amsterdam |                            |                            |
| 17 septembre 2023 | Rots 7e · ( Ugalde) Steijn 11e · ( Rots) Ünüvar 79e | (2 – 1) | 35e Brobbey (Sosa ) | De Grolsch Veste, Enschede | De Grolsch Veste, Enschede |
| 17 septembre 2023 | Sadílek 75e | Rapport | 13e Bergwijn · 82e Hato · | De Grolsch Veste, Enschede | De Grolsch Veste, Enschede |
| 17 septembre 2023 | Unnerstall – Regeer, Pröpper, Hilgers ( 83e Van Hoorenbeeck), Sampsted – Vlap ( 72e Ünüvar), Sadílek, Steijn ( 62e Van Bergen), Kjølø ( 72e Eiting), Rots – Ugalde ( 62e Van Wolfswinkel) | Équipes | Gorter – Sosa, Hato, Šutalo, Rensch ( 46e Gaaei) – Bergwijn, Tahirović ( 76e Van den Boomen), Berghuis ( 76e Forbs), Mannsverk ( 46e Taylor), Akpom ( 64e Mikautadze) – Brobbey | De Grolsch Veste, Enschede | De Grolsch Veste, Enschede |

| 6e journée,                         | Ajax Amsterdam | 0 – 4   | Feyenoord Rotterdam |                               |                               |
| 24 septembre 2023 27 septembre 2023 | | (0 – 3) | 9e Giménez (Timber ) · 18e Giménez · 37e Paixão (Giménez ) · 59e Giménez (Timber ) | Johan Cruyff Arena, Amsterdam | Johan Cruyff Arena, Amsterdam |
| 24 septembre 2023 27 septembre 2023 | Taylor 41e · Vos 66e · Brobbey 80e | Rapport | 42e Wellenreuther · 45+7e Giménez · | Johan Cruyff Arena, Amsterdam | Johan Cruyff Arena, Amsterdam |
| 24 septembre 2023 27 septembre 2023 | Gorter – Sosa ( 46e Salah-Eddine 55e Akpom), Hato, Šutalo, Gaaei ( 32e Rensch) – Taylor, Van den Boomen, Vos ( 81e Ávila) – Forbs ( 81e Van Axel Dongen), Brobbey, Berghuis | Équipes | Wellenreuther – Hartman, Hancko, Trauner, Geertruida ( 88e Nieuwkoop) – Paixão ( 82e Jahanbakhsh), Timber ( 88e Lingr), Stengs ( 82e Ueda), Wieffer, Minteh ( 55e Zerrouki) – Giménez | Johan Cruyff Arena, Amsterdam | Johan Cruyff Arena, Amsterdam |

#### Octobre
| 8e journée     | Ajax Amsterdam | 1 – 2   | AZ Alkmaar |                               |                               |
| 8 octobre 2023 | Van den Boomen 73e | (0 – 1) | 45e Pavlídis (Lahdo ) · 57e D. De Wit (Mijnans ) | Johan Cruyff Arena, Amsterdam | Johan Cruyff Arena, Amsterdam |
| 8 octobre 2023 | Bergwijn 50e · Vos 65e | Rapport | 87e Martins Indi · | Johan Cruyff Arena, Amsterdam | Johan Cruyff Arena, Amsterdam |
| 8 octobre 2023 | Gorter – Hato, Ávila, Medić ( 90e Akpom), Rensch ( 46e Gaaei) – Taylor, Bergwijn, Vos ( 68e Van den Boomen) – Van Axel Dongen ( 41e Mikautadze), Brobbey, Forbs | Équipes | Ryan – Møller Wolfe ( 88e Kasius), Penetra, Bazoer ( 71e Martins Indi), Sugawara – Van Brederode, Clasie, D. De Wit, Mijnans, Lahdo ( 72e Sadiq) – Pavlídis ( 80e Odgaard) | Johan Cruyff Arena, Amsterdam | Johan Cruyff Arena, Amsterdam |

| 9e journée      | FC Utrecht | 4 – 3   | Ajax Amsterdam |                              |                              |
| 22 octobre 2023 | Flamingo 44e · ( Labyad) Van der Hoorn 48e · ( Flamingo) Toornstra 71e · ( Azarkan) Fraulo 90e                                                                                          | (1 – 0) | 52e Hlynsson (Sosa ) · 55e Hlynsson (Sosa ) · 65e (pen.) Bergwijn | Stadion Galgenwaard, Utrecht | Stadion Galgenwaard, Utrecht |
| 22 octobre 2023 | Seuntjens 90+4e | Rapport | 75e Sosa · 83e Tahirović · | Stadion Galgenwaard, Utrecht | Stadion Galgenwaard, Utrecht |
| 22 octobre 2023 | Bárkas – Novoa, Liliendal, Bozdoğan, Van der Hoorn ( 79e Fraulo) – Sagnan, Booth ( 62e Azarkan), Flamingo, Labyad ( 67e Toornstra), Boussaid ( 68e Lidberg) – Descotte ( 68e Seuntjens) | Équipes | Gorter ( 74e Ramaj ) – Gaaei, Sosa ( 90+1e Akpom), Tahirović ( 90+1e Van den Boomen), Šutalo – Hato, Hlynsson, Taylor ( 90+1e Mikautadze) – Brobbey, Forbs ( 59e Berghuis), Bergwijn | Stadion Galgenwaard, Utrecht | Stadion Galgenwaard, Utrecht |

| 10e journée     | PSV Eindhoven | 5 – 2   | Ajax Amsterdam |                            |                            |
| 29 octobre 2023 | ( Boscagli) Lozano 20e · De Jong 49e · ( De Jong) Saibari 52e · ( Bakayoko) Lozano 60e · Lozano 72e                                                                   | (1 – 2) | 10e Van den Boomen · 40e Brobbey (Bergwijn ) | Philips Stadion, Eindhoven | Philips Stadion, Eindhoven |
| 29 octobre 2023 | Saibari 90e | Rapport | 13e Hato · 62e Bergwijn · | Philips Stadion, Eindhoven | Philips Stadion, Eindhoven |
| 29 octobre 2023 | Benítez – Dest, Boscagli, Ramalho, Teze – Lozano ( 90e Babadi), Veerman ( 46e Saibari), Tillman ( 46e Til), Schouten, Bakayoko ( 83e Vertessen) – De Jong ( 83e Pepi) | Équipes | Ramaj – Ávila ( 75e Salah-Eddine), Hato, Šutalo, Gaaei – Bergwijn, Taylor, Hlynsson, Van den Boomen ( 75e Vos), Berghuis ( 64e Godts) – Brobbey | Philips Stadion, Eindhoven | Philips Stadion, Eindhoven |

#### Novembre
| 3e journée,     | Ajax Amsterdam | 2 – 0   | FC Volendam |                               |                               |
| 2 novembre 2023 | ( Brobbey) Bergwijn 57e · ( Berghuis) Akpom 89e | (0 – 0) | | Johan Cruyff Arena, Amsterdam | Johan Cruyff Arena, Amsterdam |
| 2 novembre 2023 | | Rapport | 85e Twigt · | Johan Cruyff Arena, Amsterdam | Johan Cruyff Arena, Amsterdam |
| 2 novembre 2023 | Ramaj – Martha ( 65e Salah-Eddine), Hato, Šutalo, Gaaei – Bergwijn, Taylor ( 80e Vos), Hlynsson ( 85e Godts), Van den Boomen, Berghuis – Brobbey ( 79e Akpom) | Équipes | Backhaus – Cox, Flint, Benamar, Payne ( 63e Douiri) – Johnson, Twigt ( 90+1e Van Driel), De Haan ( 63e Zeefuik), Mirani, Ould-Chikh ( 79e Kuol) – Mühren ( 79e Booth) | Johan Cruyff Arena, Amsterdam | Johan Cruyff Arena, Amsterdam |

| 11e journée     | Ajax Amsterdam | 4 – 1   | SC Heerenveen |                               |                               |
| 5 novembre 2023 | ( Berghuis) Bergwijn 25e · ( Van den Boomen) Brobbey 42e · Akpom 84e · ( Berghuis) Akpom 90+2e                                                                      | (2 – 1) | 45+1e Brouwers (Braude ) | Johan Cruyff Arena, Amsterdam | Johan Cruyff Arena, Amsterdam |
| 5 novembre 2023 | Van den Boomen 60e | Rapport | 40e Van Amersfoort · 81e Olsson · | Johan Cruyff Arena, Amsterdam | Johan Cruyff Arena, Amsterdam |
| 5 novembre 2023 | Ramaj – Martha ( 83e Sosa), Hato, Šutalo, Gaaei ( 73e Rensch) – Bergwijn, Taylor ( 59e Vos), Hlynsson ( 73e Akpom), Van den Boomen, Berghuis – Brobbey ( 83e Forbs) | Équipes | Noppert – Köhlert, Bochniewicz, Van Beek, Braude ( 62e Ali) – Sahraoui, Olsson ( 83e Van Ee), Brouwers ( 83e Webster), Haye, Nunnely ( 62e Witteveen) – Van Amersfoort ( 46e Karlsbakk) | Johan Cruyff Arena, Amsterdam | Johan Cruyff Arena, Amsterdam |

| 12e journée      | Almere City FC | 2 – 2   | Ajax Amsterdam |                        |                        |
| 12 novembre 2023 | ( Duijvestijn) Ritmeester Van de Kamp 67e · Robinet 90+3e (pen.) | (0 – 0) | 68e Akpom (Brobbey ) · 82e Tahirović (Brobbey ) | Yanmar Stadion, Almere | Yanmar Stadion, Almere |
| 12 novembre 2023 | Jacobs 7e · Van Bruggen 15e · Robinet 15e · Resink 75e · Koopmeiners 90+5e | Rapport | 15e Brobbey · 90+1e Rensch · | Yanmar Stadion, Almere | Yanmar Stadion, Almere |
| 12 novembre 2023 | Bakker – Royo, Mbe Soh, Van Bruggen ( 86e Mamengi), Jacobs, Ritmeester Van de Kamp ( 76e Peña) – Resink, Robinet, Koopmeiners – Hansen ( 86e Kitala), Van La Parra ( 62e Duijvestijn) | Équipes | Ramaj – Sosa ( 46e Gaaei), Hato, Šutalo, Rensch – Bergwijn ( 67e Forbs), Taylor, Mikautadze ( 46e Tahirović), Hlynsson ( 80e Godts), Berghuis ( 46e Akpom) – Brobbey | Yanmar Stadion, Almere | Yanmar Stadion, Almere |

| 13e journée      | Ajax Amsterdam | 5 – 0   | Vitesse Arnhem |                               |                               |
| 25 novembre 2023 | ( Bergwijn) Hato 3e · ( Taylor) Hlynsson 12e · Oroz 50e (csc) · ( Berghuis) Akpom 58e · ( Berghuis) Taylor 67e                                                             | (2 – 0) | | Johan Cruyff Arena, Amsterdam | Johan Cruyff Arena, Amsterdam |
| 25 novembre 2023 | Bergwijn 90+2e | Rapport | 90+1e Cornelisse · 90+4e Domgjoni · | Johan Cruyff Arena, Amsterdam | Johan Cruyff Arena, Amsterdam |
| 25 novembre 2023 | Ramaj – Martha, Hato, Rensch, Gaaei – Bergwijn, Taylor ( 83e Salah-Eddine), Hlynsson ( 68e Forbs), Tahirović ( 75e Medić), Berghuis ( 74e Godts) – Akpom ( 68e Mikautadze) | Équipes | Room – Cornelisse, Hendriks, Isimat-Mirin, Oroz – Meulensteen ( 46e Domgjoni), Kozłowski ( 64e Arcus), Tielemans – Boutrah, Hamulic ( 83e Voelkerling Persson), Manhoef ( 82e De Regt) | Johan Cruyff Arena, Amsterdam | Johan Cruyff Arena, Amsterdam |

#### Décembre
| 14e journée     | NEC Nijmegen | 1 – 2   | Ajax Amsterdam |                         |                         |
| 3 décembre 2023 | ( Verdonk) Tavşan 90e | (0 – 0) | 57e Hlynsson (Brobbey ) · 88e Forbs (Berghuis ) | Goffertstadion, Nimègue | Goffertstadion, Nimègue |
| 3 décembre 2023 | Rapport |         | | Goffertstadion, Nimègue | Goffertstadion, Nimègue |
| 3 décembre 2023 | Cillessen – Verdonk, Nuytinck ( 85e Larsen), Sandler, Van Rooij – Baas ( 64e Rober), Proper, Mattsson, Schöne, Hansen ( 64e Tavşan) – Ogawa | Équipes | Ramaj – Martha, Hato, Rensch, Gaaei ( 46e Šutalo) – Bergwijn ( 86e Forbs), Taylor, Hlynsson ( 90e Banel), Tahirović, Berghuis – Brobbey ( 66e Akpom) | Goffertstadion, Nimègue | Goffertstadion, Nimègue |

| 7e journée,                                                      | RKC Waalwijk | 2 – 3   | Ajax Amsterdam |                               |                               |
| 30 septembre 2023 6 décembre 2023 (match repris à la 84e minute) | ( Meijers) Kramer 37e · ( Meijers) Oukili 51e | (1 – 2) | 30e Brobbey (Forbs ) · 43e (pen.) Bergwijn · 57e Berghuis (Rensch )                                                                                        | Mandemakers Stadion, Waalwijk | Mandemakers Stadion, Waalwijk |
| 30 septembre 2023 6 décembre 2023 (match repris à la 84e minute) | Meijers 42e · Oukili 87e | Rapport | | Mandemakers Stadion, Waalwijk | Mandemakers Stadion, Waalwijk |
| 30 septembre 2023 6 décembre 2023 (match repris à la 84e minute) | Vaessen – Meijers, Van den Buijs, Adewoye, Lelieveld ( 82e Gaari) – Cleonise ( 70e Stevanović), Oukili, Niemeijer ( 46e Min), Roemeratoe ( 83e Weidmann), Bakkali ( 59e Margaret) – Kramer | Équipes | Gorter ( 84e Ramaj ) – Hato, Ávila, Šutalo, Rensch – Taylor, Vos ( 84e Tahirović), Berghuis – Bergwijn ( 79e Van Axel Dongen 84e Hlynsson), Brobbey, Forbs | Mandemakers Stadion, Waalwijk | Mandemakers Stadion, Waalwijk |

| 15e journée     | Ajax Amsterdam | 2 – 1   | Sparta Rotterdam |                               |                               |
| 9 décembre 2023 | ( Taylor) Brobbey 8e · Bergwijn 42e (pen.) | (2 – 0) | 55e Neghli (Verschueren ) | Johan Cruyff Arena, Amsterdam | Johan Cruyff Arena, Amsterdam |
| 9 décembre 2023 | | Rapport | 68e De Guzmán · | Johan Cruyff Arena, Amsterdam | Johan Cruyff Arena, Amsterdam |
| 9 décembre 2023 | Ramaj – Martha ( 78e Sosa), Hato, Šutalo, Rensch – Taylor, Tahirović, Hlynsson ( 65e Banel) – Bergwijn ( 78e Forbs), Brobbey ( 65e Akpom), Berghuis | Équipes | Olij – Van der Kust, Velthuis, Vriends, Bakari – Kitolano, De Guzmán ( 79e Metinho), Verschueren – Brym ( 85e Eerdhuijzen), Lauritsen, Neghli | Johan Cruyff Arena, Amsterdam | Johan Cruyff Arena, Amsterdam |

| 16e journée      | Ajax Amsterdam | 2 – 2   | PEC Zwolle |                               |                               |
| 17 décembre 2023 | ( Rensch) Brobbey 35e · ( Tahirović) Brobbey 48e                                                                                    | (1 – 0) | 60e Thy (Namli ) · 89e Thy (Véllios ) | Johan Cruyff Arena, Amsterdam | Johan Cruyff Arena, Amsterdam |
| 17 décembre 2023 | Berghuis 53e | Rapport | 30e Velanas · 54e MacNulty · 90+2e Véllios · | Johan Cruyff Arena, Amsterdam | Johan Cruyff Arena, Amsterdam |
| 17 décembre 2023 | Ramaj – Sosa ( 46e Hlynsson), Hato, Šutalo, Rensch – Martha, Taylor ( 80e Gaaei), Akpom, Tahirović, Berghuis – Brobbey ( 74e Forbs) | Équipes | Schendelaar – MacNulty ( 86e Van der Haar), Lam, Kersten, Van Polen – Velanas ( 86e Bobson), Van den Berg ( 81e Reijnders), Druijf ( 81e Véllios), Buurmeester, Namli – Thy | Johan Cruyff Arena, Amsterdam | Johan Cruyff Arena, Amsterdam |

#### Janvier
| 17e journée     | Go Ahead Eagles | 2 – 3   | Ajax Amsterdam |                            |                            |
| 14 janvier 2024 | ( Kuipers) V. Edvardsen 44e · ( Willumsson) Kramer 58e                                                                                                 | (1 – 2) | 27e Brobbey (Bergwijn ) · 45+4e Tahirović (Berghuis ) · 72e Rensch (Berghuis )                                                                       | De Adelaarshorst, Deventer | De Adelaarshorst, Deventer |
| 14 janvier 2024 | | Rapport | 53e Hlynsson · 55e Medić · | De Adelaarshorst, Deventer | De Adelaarshorst, Deventer |
| 14 janvier 2024 | De Lange – Kuipers, Kramer, Amofa ( 80e Baeten), Deijl – O. Edvardsen, Rommens, Willumsson, Linthorst ( 59e Breum), Adekanye ( 80e Sow) – V. Edvardsen | Équipes | Ramaj – Sosa, Hato, Šutalo ( 46e Medić), Rensch – Taylor ( 85e Gooijer), Tahirović, Hlynsson ( 61e Forbs) – Bergwijn, Brobbey ( 77e Akpom), Berghuis | De Adelaarshorst, Deventer | De Adelaarshorst, Deventer |

| 18e journée     | Ajax Amsterdam | 4 – 1   | RKC Waalwijk |                               |                               |
| 21 janvier 2024 | ( Bergwijn) Brobbey 9e · ( Taylor) Brobbey 35e · ( Martha) Hlynsson 64e · ( Forbs) Berghuis 87e                                          | (2 – 1) | 15e Kramer | Johan Cruyff Arena, Amsterdam | Johan Cruyff Arena, Amsterdam |
| 21 janvier 2024 | Tahirović 38e | Rapport | | Johan Cruyff Arena, Amsterdam | Johan Cruyff Arena, Amsterdam |
| 21 janvier 2024 | Ramaj – Martha, Hato, Rensch, Gooijer ( 53e Gaaei) – Bergwijn, Taylor, Hlynsson ( 79e Forbs), Tahirović, Berghuis – Brobbey ( 82e Banel) | Équipes | Vaessen – Meijers ( 76e Lutonda), Van den Buijs, Adewoye, Gaari, Lelieveld ( 62e Lokesa) – Seuntjens ( 82e Takidine), Roemeratoe, Oukili, Cleonise ( 82e Min) – Kramer ( 76e Niemeijer) | Johan Cruyff Arena, Amsterdam | Johan Cruyff Arena, Amsterdam |

| 19e journée     | Heracles Almelo | 2 – 4   | Ajax Amsterdam |                    |                    |
| 27 janvier 2024 | ( Wiechoff) Hornkamp 12e · ( Brouwer) Engels 60e | (1 – 1) | 16e Brobbey (Tahirović ) · 55e Berghuis (Hlynsson ) · 57e Brobbey (Hato ) · 84e Kristian Hlynsson (Rensch )                | Erve Asito, Almelo | Erve Asito, Almelo |
| 27 janvier 2024 | Čestić · De Keersmaecker | Rapport | Taylor · | Erve Asito, Almelo | Erve Asito, Almelo |
| 27 janvier 2024 | Brouwer – Willems, Hoogma, Čestić ( 90+2e Bakboord), Bultman, Wieckhoff – Hansson ( 56e Engels), De Keersmaecker, Vejinović ( 46e Bruns), Bruijn ( 56e Limbombe) – Hornkamp ( 79e Sankoh) | Équipes | Ramaj – Martha, Hato, Rensch, Gooijer ( 83e Gaaei) – Forbs ( 90+3e Banel), Taylor, Hlynsson, Tahirović, Berghuis – Brobbey | Erve Asito, Almelo | Erve Asito, Almelo |

#### Février
| 20e journée    | Ajax Amsterdam | 1 – 1   | PSV Eindhoven |                               |                               |
| 3 février 2024 | ( Brobbey) Berghuis 19e | (1 – 1) | 34e De Jong (Saibari ) | Johan Cruyff Arena, Amsterdam | Johan Cruyff Arena, Amsterdam |
| 3 février 2024 | Hato 26e | Rapport | 72e Schouten · 76e Ramalho · 77e Lozano · | Johan Cruyff Arena, Amsterdam | Johan Cruyff Arena, Amsterdam |
| 3 février 2024 | Ramaj – Rensch ( 28e Sosa), Hato, Šutalo, Gooijer ( 80e Gaaei) – Bergwijn, Taylor, Hlynsson, Henderson, Berghuis ( 74e Tahirović) – Brobbey | Équipes | Benítez – Dest ( 89e Obispo), Boscagli, Ramalho, Teze – Lozano, Mauro Jr. ( 85e Babadi), Saibari, Schouten ( 75e Van Aanholt), Bakayoko – De Jong | Johan Cruyff Arena, Amsterdam | Johan Cruyff Arena, Amsterdam |

| 21e journée     | SC Heerenveen | 3 – 2   | Ajax Amsterdam                                                                                            |                                 |                                 |
| 11 février 2024 | Van Amersfoort 11e · Sahraoui 38e · Van Amersfoort 46e | (2 – 0) | 51e (csc) Bochniewicz · 79e Akpom (Gooijer )                                                              | Abe Lenstra Stadion, Heerenveen | Abe Lenstra Stadion, Heerenveen |
| 11 février 2024 | Van Beek 49e · Köhlert 51e · Braude 65e · Bochniewicz 72e | Rapport | | Abe Lenstra Stadion, Heerenveen | Abe Lenstra Stadion, Heerenveen |
| 11 février 2024 | Van der Hart – Köhlert, Bochniewicz, Van Beek, Braude ( 85e Haidar) – Sahraoui ( 89e Tjoe-A-On), Olsson, Brouwers, Haye, Wålemark ( 55e Nunnely) – Van Amersfoort ( 85e Van Ottele) | Équipes | Ramaj – Sosa, Hato, Šutalo, Gooijer – Forbs ( 46e Akpom), Taylor, Hlynsson, Henderson, Berghuis – Brobbey | Abe Lenstra Stadion, Heerenveen | Abe Lenstra Stadion, Heerenveen |

| 22e journée     | Ajax Amsterdam | 2 – 2   | NEC Nijmegen |                               |                               |
| 18 février 2024 | ( Banel) Brobbey 7e · ( Brobbey) Forbs 79e | (1 – 0) | 61e (csc) Hato · 90+5e Rober | Johan Cruyff Arena, Amsterdam | Johan Cruyff Arena, Amsterdam |
| 18 février 2024 | Brobbey 67e · Hlynsson 87e | Rapport | | Johan Cruyff Arena, Amsterdam | Johan Cruyff Arena, Amsterdam |
| 18 février 2024 | Ramaj – Hato, Šutalo, Rensch, Gooijer – Tahirović ( 65e Van den Boomen), Taylor ( 65e Martha), Henderson – Banel ( 57e Forbs), Brobbey ( 90+1e Rijkhoff), Hlynsson | Équipes | Cillessen – Baas ( 76e Pereira), Verdonk, Sandler, Van Rooij ( 85e Sow) – Hansen ( 76e Larsen), Proper ( 84e Rober), Chery, Hoedemakers ( 76e Schöne), Sano – Ogawa | Johan Cruyff Arena, Amsterdam | Johan Cruyff Arena, Amsterdam |

| 23e journée     | AZ Alkmaar | 2 – 0   | Ajax Amsterdam |                       |                       |
| 25 février 2024 | ( Pavlídis) Van Bommel 7e · ( Lahdo) Van Bommel 67e | (1 – 0) | | AFAS Stadion, Alkmaar | AFAS Stadion, Alkmaar |
| 25 février 2024 | Bazoer 55e · Goes 79e | Rapport | | AFAS Stadion, Alkmaar | AFAS Stadion, Alkmaar |
| 25 février 2024 | Ryan – Møller Wolfe, Bazoer ( 84e Martins Indi), Goes ( 90+3e Penetra), Sugarawa – Belić ( 67e Lahdo), De Wit, Clasie – Van Bommel ( 84e Poku), Pavlídis, Mijnans ( 83e Van Brederode) | Équipes | Ramaj – Hato, Šutalo, Rensch – Van den Boomen ( 81e Mannsverk), Tahirović ( 64e Akpom), Gaaei ( 36e Kaplan) – Taylor, Brobbey, Hlynsson ( 80e Rijkhoff) | AFAS Stadion, Alkmaar | AFAS Stadion, Alkmaar |

#### Mars
| 24e journée | Ajax Amsterdam | 2 – 0   | FC Utrecht |                               |                               |
| 3 mars 2024 | ( Sosa) Brobbey 39e · ( Brobbey) Taylor 77e | (1 – 0) | | Johan Cruyff Arena, Amsterdam | Johan Cruyff Arena, Amsterdam |
| 3 mars 2024 | Mannsverk 65e · Rensch 83e | Rapport | 36e Azarkan · 42e Flamingo · | Johan Cruyff Arena, Amsterdam | Johan Cruyff Arena, Amsterdam |
| 3 mars 2024 | Ramaj – Sosa, Hato, Kaplan, Rensch, Gooijer – Taylor ( 90e Tahirović), Mannsverk ( 78e Van den Boomen), Henderson, Hlynsson ( 90e Medić) – Brobbey ( 90e Akpom) | Équipes | Branderhorst – El Karouani ( 66e Iqbal), Viergever, Van der Hoorn, Ter Avest ( 66e Bozdoğan) – Boussaid ( 84e Van de Haar), Fraulo, Toornstra ( 66e Jensen), Flamingo, Azarkan ( 46e Okkels) – Lammers | Johan Cruyff Arena, Amsterdam | Johan Cruyff Arena, Amsterdam |

| 25e journée  | Ajax Amsterdam | 2 – 2   | Fortuna Sittard |                               |                               |
| 10 mars 2024 | ( Henderson) Taylor 8e · Brobbey 88e | (1 – 0) | 49e Duarte (Lonwijk ) · 66e Sierhuis | Johan Cruyff Arena, Amsterdam | Johan Cruyff Arena, Amsterdam |
| 10 mars 2024 | Rapport |         | | Johan Cruyff Arena, Amsterdam | Johan Cruyff Arena, Amsterdam |
| 10 mars 2024 | Ramaj – Hato, Kaplan, Šutalo – Sosa ( 62e Forbs), Mannsverk ( 62e Van den Boomen), Henderson, Gooijer ( 80e Gaaei) – Taylor, Akpom, Hlynsson ( 62e Brobbey) | Équipes | Verrips – Dijks, Sióvas, Guth, Pinto – Córdoba ( 86e Peterson), Duarte, Oratmangoen ( 67e Rosier), Özyakup ( 76e Da Cruz), Lonwijk ( 76e Voet) – Sierjuis ( 86e Griffith) | Johan Cruyff Arena, Amsterdam | Johan Cruyff Arena, Amsterdam |

| 26e journée  | Sparta Rotterdam | 2 – 2   | Ajax Amsterdam |                                       |                                       |
| 17 mars 2024 | ( Saito) Verschueren 28e · ( Clement) Verschueren 47e | (1 – 0) | 65e Akpom (Henderson ) · 88e Bergwijn (Akpom ) | Sparta Stadion Het Kasteel, Rotterdam | Sparta Stadion Het Kasteel, Rotterdam |
| 17 mars 2024 | | Rapport | 89e Taylor · 90+4e Kaplan · | Sparta Stadion Het Kasteel, Rotterdam | Sparta Stadion Het Kasteel, Rotterdam |
| 17 mars 2024 | Olij – Van der Kust), Eerdhuijzen, Meissen ( 73e Velthuis), Bakari – Mito ( 68e Neghli), Metinho ( 82e El Dahri), Verschueren, Clement ( 82e De Guzmán), Saito – Lauritsen ( 82e Brym) | Équipes | Ramaj – Hato, Kaplan, Henderson ( 65e Tahirović) – Taylor, Van den Boomen, Mannsverk, Gaaei – Godts ( 56e Bergwijn), Brobbey ( 79e Rijkhoff), Hlynsson ( 56e Akpom) | Sparta Stadion Het Kasteel, Rotterdam | Sparta Stadion Het Kasteel, Rotterdam |

| 27e journée  | PEC Zwolle | 1 – 3   | Ajax Amsterdam |                               |                               |
| 31 mars 2024 | ( Namli) Krastev 72e | (0 – 2) | 12e Hlynsson (Tahirović ) · 24e Akpom (Godts ) · 84e Akpom (Gaaei )                                                                                        | MAC³PARK Stadion (en), Zwolle | MAC³PARK Stadion (en), Zwolle |
| 31 mars 2024 | Velanas 9e · Lam 38e · Véllios 71e · MacNulty 77e | Rapport | 50e Mannsverk · 89e Vos · | MAC³PARK Stadion (en), Zwolle | MAC³PARK Stadion (en), Zwolle |
| 31 mars 2024 | Schendelaar – MacNulty ( 87e Czyborra), Lam, Kersten, Van Polen – Reijnders ( 67e Krastev), Van den Berg, Velanas ( 68e Van der Water), El Azzouzi ( 67e Véllios), Namli – Thy | Équipes | Ramaj – Hato, Mannsverk, Rensch – Taylor, Van den Boomen ( 81e Vos), Tahirović, Hlynsson – Bergwijn ( 81e Sosa), Akpom ( 86e Rijkhoff), Godts ( 65e Gaaei) | MAC³PARK Stadion (en), Zwolle | MAC³PARK Stadion (en), Zwolle |

#### Avril
| 28e journée  | Ajax Amsterdam | 1 – 1   | Go Ahead Eagles |                               |                               |
| 4 avril 2024 | ( Godts) Gaaei 24e | (1 – 0) | 90+2e Kuipers (Stokkers ) | Johan Cruyff Arena, Amsterdam | Johan Cruyff Arena, Amsterdam |
| 4 avril 2024 | Hato 57e | Rapport | | Johan Cruyff Arena, Amsterdam | Johan Cruyff Arena, Amsterdam |
| 4 avril 2024 | Ramaj – Hato, Kaplan, Rensch – Taylor, Mannsverk ( 77e Vos), Tahirović, Gaaei ( 82e Gooijer) – Godts ( 60e Fitz-Jim), Bergwijn ( 77e Rijkhoff), Hlynssin ( 77e Forbs) | Équipes | De Lange – Kuipers, Kramer, Nauber ( 68e Amofa), Deijl – O. Edvardsen, Llansana ( 68e Stokkers), Willumsson, Linthorst ( 68e Tengstedt), Adekanye ( 68e V. Edvardsen) – Baeten ( 82e Breum) | Johan Cruyff Arena, Amsterdam | Johan Cruyff Arena, Amsterdam |

| 29e journée  | Feyenoord Rotterdam | 6 – 0   | Ajax Amsterdam |                               |                               |
| 7 avril 2024 | ( Minteh) Paixão 34e · ( Nieuwkoop) Minteh 35e · ( Giménez) Hancko 45+2e · ( Stengs) Minteh 56e · Timber 62e · ( Geertruida) Paixão 66e                                            | (3 – 0) | | Stadion Feijenoord, Rotterdam | Stadion Feijenoord, Rotterdam |
| 7 avril 2024 | | Rapport | 69e Kaplan · 76e Tahirović · | Stadion Feijenoord, Rotterdam | Stadion Feijenoord, Rotterdam |
| 7 avril 2024 | Wellenreuther – Geertruida, Hancko, Beelen, Nieuwkoop ( 64e López) – Timber, Wieffer, Stengs ( 77e Lingr) – Paixão ( 84e Ivanušec), Giménez ( 77e Ueda), Minteh ( 76e Jahanbakhsh) | Équipes | Rulli – Hato, Kaplan, Rensch – Taylor, Mannsverk, Tahirović, Gaaei ( 46e Akpom) – Godts ( 64e Vos), Bergwijn ( 77e Rijkhoff), Hlynsson ( 46e Van den Boomen) | Stadion Feijenoord, Rotterdam | Stadion Feijenoord, Rotterdam |

| 30e journée   | Ajax Amsterdam | 2 – 1   | FC Twente |                               |                               |
| 14 avril 2024 | ( Taylor) Brobbey 59e · Bergwijn 81e (pen.) | (0 – 1) | 31e Van Wolfswinkel (Rots ) | Johan Cruyff Arena, Amsterdam | Johan Cruyff Arena, Amsterdam |
| 14 avril 2024 | Šutalo 5e · Mannsverk 35e | Rapport | 32e Kjølø · | Johan Cruyff Arena, Amsterdam | Johan Cruyff Arena, Amsterdam |
| 14 avril 2024 | Rulli – Hato ( 82e Sosa), Kaplan, Šutalo – Taylor ( 90+5e Vos), Van den Boomen ( 46e Tahirović), Mannsverk, Rensch – Bergwijn, Brobbey ( 69e Akpom), Godts ( 90+6e Gaaei) | Équipes | Unnerstall – Smal ( 54e Salah-Eddine), Pröpper, Hilgers ( 77e Bruns), Regeer – Vlap ( 77e Ünüvar), Eiting ( 66e Van Bergen), Steijn ( 66e Sampsted), Kjølø, Rots – Van Wolfswinkel | Johan Cruyff Arena, Amsterdam | Johan Cruyff Arena, Amsterdam |

| 31e journée   | Ajax Amsterdam | 2 – 2   | Excelsior Rotterdam |                               |                               |
| 24 avril 2024 | ( Taylor) Rensch 27e · Akpom 89e | (1 – 1) | 38e (pen.) Baas · 53e Lámprou (Goudmijn ) | Johan Cruyff Arena, Amsterdam | Johan Cruyff Arena, Amsterdam |
| 24 avril 2024 | Bergwijn 36e · Tahirović 68e · Gaaei 77e | Rapport | 67e Hoemans · 73e Benita · | Johan Cruyff Arena, Amsterdam | Johan Cruyff Arena, Amsterdam |
| 24 avril 2024 | Rulli – Hato, Kaplan ( 81e Sosa), Šutalo, Rensch – Taylor, Mannsverk ( 80e Van den Boomen), Tahirović ( 68e Gaaei) – Bergwijn, Brobbey ( 44e Akpom), Godts ( 80e Rijkhoff) | Équipes | Van Gassel – Zagré, El Yaakoubi, Hoemans, Benita – Lámprou ( 73e Naujoks), Baas, Sandra, Goudmijn ( 84e Widell), Sanches Fernandes ( 73e Uddenäs) – Duijvestijn ( 89e Omorowa) | Johan Cruyff Arena, Amsterdam | Johan Cruyff Arena, Amsterdam |

#### Mai
| 32e journée | FC Volendam | 1 – 4   | Ajax Amsterdam |                             |                             |
| 5 mai 2024  | ( Booth) Benamar 80e | (0 – 1) | 25e Taylor (Akpom ) · 59e Akpom · 70e Brobbey (Rensch ) · 77e Taylor (Henderson )                                                                                            | Kras Stadion (en), Volendam | Kras Stadion (en), Volendam |
| 5 mai 2024  | Rapport |         | | Kras Stadion (en), Volendam | Kras Stadion (en), Volendam |
| 5 mai 2024  | Backhaus – Cox, Flint, Mirani ( 76e Benamar), Plat – Twigt, Le Roux ( 82e Mau-Asam), De Haan ( 66e Nazih) – Johnson ( 76e Douiri), Semedo ( 66e Buur), Booth | Équipes | Rulli – Hato, Kaplan, Šutalo, Rensch – Taylor, Mannsverk ( 72e Berghuis), Henderson ( 81e Vos) – Godts ( 72e Van den Boomen), Brobbey ( 81e Fitz-Jim), Akpom ( 88e Rijkhoff) | Kras Stadion (en), Volendam | Kras Stadion (en), Volendam |

| 33e journée | Ajax Amsterdam | 3 – 0   | Almere City FC |                               |                               |
| 12 mai 2024 | ( Brobbey) Bergwijn 29e · ( Akpom) Bergwijn 34e · ( Kaplan) Bergwijn 38e | (3 – 0) | | Johan Cruyff Arena, Amsterdam | Johan Cruyff Arena, Amsterdam |
| 12 mai 2024 | Mannsverk 26e · Kaplan 45+3e · Hato 62e | Rapport | 10e Akujobi · 52e Van Bruggen · | Johan Cruyff Arena, Amsterdam | Johan Cruyff Arena, Amsterdam |
| 12 mai 2024 | Rulli – Hato, Kaplan, Šutalo, Rensch ( 76e Gaaei) – Mannsverk ( 46e Berghuis), Taylor, Henderson ( 79e Van den Boomen) – Bergwijn ( 77e Godts), Brobbey, Akpom ( 70e Tahirović) | Équipes | Bakker – Floranus, Barbet ( 55e Mbe Soh), Van Bruggen, Jacobs, Akujobi – Robinet ( 76e Mattoir), Resink, Ritmeester van de Kamp ( 76e Peña) – Cathline ( 19e Pascu), Hansen ( 56e Van La Parra) | Johan Cruyff Arena, Amsterdam | Johan Cruyff Arena, Amsterdam |

| 34e journée | Vitesse Arnhem | 2 – 2   | Ajax Amsterdam |                   |                   |
| 19 mai 2024 | ( De Regt) Boutrah 15e · ( Buitink) Kozłowski 78e | (1 – 1) | 42e Šutalo (Gaaei ) · 90+3e Berghuis                                                                                             | Gelredome, Arnhem | Gelredome, Arnhem |
| 19 mai 2024 | Oroz 9e · Hadj Moussa 90+1e | Rapport | 61e Šutalo · 90+1e Bergwijn · | Gelredome, Arnhem | Gelredome, Arnhem |
| 19 mai 2024 | Room – Pinto, Hendriks, Oroz ( 64e Van Zwam), Arcus – Boutrah, Tielemans ( 71e Cornelisse), Aaronson, De Regt ( 71e Hadj Moussa) – Kozłowski ( 90+2e Huisman), Van Ginkel ( 64e Buitink) | Équipes | Rulli – Rensch, Kaplan, Šutalo, Gaaei – Taylor, Mannsverk ( 63e Berghuis), Henderson ( 79e Tahirović) – Bergwijn, Brobbey, Akpom | Gelredome, Arnhem | Gelredome, Arnhem |

#### Classement
Évolution du classement de l'Ajax Amsterdam en fonction des résultats
| Journée     | 1  | 2  | 3   | 4    | 5    | 6    | 7    | 8    | 9    | 10   | 11   | 12   | 13  | 14  | 15  | 16  | 17  | 18  | 19  | 20  | 21  | 22  | 23  | 24  | 25  | 26  | 27  | 28  | 29  | 30  | 31  | 32  | 33  | 34  | Journées leader | Journées relégable |
| ----------- | -- | -- | --- | ---- | ---- | ---- | ---- | ---- | ---- | ---- | ---- | ---- | --- | --- | --- | --- | --- | --- | --- | --- | --- | --- | --- | --- | --- | --- | --- | --- | --- | --- | --- | --- | --- | --- | --------------- | ------------------ |
| Rang        | 2  | 5  | 9-1 | 11-1 | 12-1 | 14-1 | 15-2 | 16-2 | 17-2 | 18-2 | 11-1 | 12-1 | 8-1 | 8-1 | 5   | 5   | 5   | 5   | 5   | 5   | 5   | 5   | 5   | 5   | 5   | 5   | 5   | 5   | 6   | 5   | 5   | 5   | 5   | 5   |                 | 3                  |
| Résultat    | V  | N  | —   | N    | D    | D    | —    | D    | D    | D    | V    | N    | V   | V   | V   | N   | V   | V   | V   | N   | D   | N   | D   | V   | N   | N   | V   | N   | D   | V   | N   | V   | V   | N   | —               | —                  |
| Écart (pts) | -0 | -2 | -3  | -4   | -7   | -13  | -16  | -19  | -22  | -25  | -22  | -24  | -24 | -24 | -21 | -23 | -23 | -21 | -21 | -21 | -24 | -26 | -29 | -27 | -29 | -31 | -28 | -30 | -33 | -33 | -35 | -35 | -33 | -35 | —               | —                  |
| Écart (pts) | +3 | +4 | +4  | +5   | +2   | +2   | +1   | -1   | -2   | -3   | +3   | +3   | +6  | +6  | +11 | +11 | +14 | +17 | +19 | +21 | +17 | +18 | +15 | +21 | +19 | +19 | +22 | +23 | +23 | +24 | +24 | +26 | +26 | +27 | —               | —                  |

Matchs en retard : -1
- Les rencontres de la 3e journée impliquant des équipes participant aux tours de barrage de qualification européens ont été reportées entre les 6e et 7e journées[18]. Mais en raison des incidents ayant eu lieu à la Johan Cruyff Arena lors de la 6e journée et de la nécessité de terminer au plus tôt cette rencontre, le match contre Volendam est de nouveau reporté[17], cette fois entre les 10e et 11e journées[19].
- La rencontre de la 6e journée est interrompue par l'arbitre à la 55e minute, à la suite de jets de fumigènes sur la pelouse par les supporters de l'Ajax Amsterdam excédés par les résultats de leur équipe, qui était alors menée par Feyenoord 0-3[16]. Après de nombreuses réactions aux Pays-Bas[22], il est décidé de donner le match à rejouer le mercredi suivant à 14h30 et à huis clos, pour les 35 dernières minutes, alors que le soir même doit se jouer le rattrapage de la rencontre de la 3e journée face à Volendam, ce qui n'est du goût d'aucun des deux clubs[17].
- La rencontre de la 7e journée est interrompue à quelques minutes de son terme, à la suite d'un choc reçu à la tête par le gardien de Waalwijk Etienne Vaessen[20]. Les dernières minutes sont données à jouer le 6 décembre, soit plus de deux mois plus tard, entre les 14e et 15e jounées[21].

### Coupe des Pays-Bas
Qualifié pour la phase de poules d'une compétition continentale, l'Ajax fait partie des cinq équipes néerlandaises se retrouvant exemptées du premier tour de la compétition et entrant ainsi directement au deuxième tour.
| 2e tour                | Utrecht SV Hercules (4) | 3 – 2   | Ajax Amsterdam |                             |                             |
| 21 décembre 2023 18h45 | ( Paulina) Pieters 16e · ( Lahri) Pieters 66e · Grotenberg 90+3e                                                                                              | (2 – 0) | 83e Brobbey (Tahirović ) · 89e Akpom (Gaaei ) | Sportpark Voordorp, Utrecht | Sportpark Voordorp, Utrecht |
| 21 décembre 2023 18h45 | Fonville 42e · Van Hussen 44e | Rapport | 44e Ávila · 75e Brobbey · 77e Gaaei · | Sportpark Voordorp, Utrecht | Sportpark Voordorp, Utrecht |
| 21 décembre 2023 18h45 | Vonk – Fonville, Zwart, Beck, Carmelia – Pieters ( 72e Nsingi), Bijl, Paulina, Van Hussen ( 72e Fichtinger), Lahri ( 85e Grotenberg) – Vermeulen ( 80e Steng) | Équipes | Ramaj – Hato, Ávila ( 46e Martha), Šutalo, Gooijer ( 60e Gaaei) – Mikautadze, Taylor, Hlynsson – Van Axel Dongen ( 46e Tahirović), Akpom, Forbs ( 46e Brobbey) | Sportpark Voordorp, Utrecht | Sportpark Voordorp, Utrecht |

### Coupe d'Europe

#### Ligue Europa
Troisième de l'Eredivisie la saison dernière, l'Ajax Amsterdam est ainsi qualifié pour le tour de barrages de la C3, ce qui lui garantit soit une place au tour principal en cas de victoire, soit un repêchage pour la phase de groupes de la C4 en cas de défaite.
L'Ajax Amsterdam fait partie des têtes de série en qualifications, qui participent donc directement au tour de barrages de la Ligue Europa. Après sa victoire face au Ludogorets Razgrad, l'Ajax est placé dans le pot 1 du tirage au sort grâce à son indice UEFA, le troisième plus élevé des engagés cette saison derrière ceux de Liverpool et de l'AS Roma.

##### Barrages de qualification
| Barrage aller | PFK Ludogorets Razgrad | 1 – 4   | Ajax Amsterdam |                           |                           |
| 24 août 2023  | Verdon 70e (pen.) | (0 – 3) | 16e Kudus (Rensch ) · 18e Kudus (Taylor ) · 40e Brobbey · 50e Kudus (Bergwijn ) | Ludogorets Arena, Razgrad | Ludogorets Arena, Razgrad |
| 24 août 2023  | | Rapport | 80e Medić · | Ludogorets Arena, Razgrad | Ludogorets Arena, Razgrad |
| 24 août 2023  | Padt – Heister, Sonko-Sundberg, Verdon, Witry – Piotrowski, Gonçalves ( 46e Yankov), Yordanov ( 78e Naressi) – Despodov ( 56e Delev), Seco ( 65e Rick), Tekpetey ( 56e Vidal) | Équipes | Gorter – Wijndal ( 78e Salah-Eddine), Hato, Medić, Rensch – Taylor ( 72e Van den Boomen), Berghuis ( 72e Klaassen), Tahirović – Bergwijn, Brobbey ( 46e Forbs), Kudus ( 90e Godts) | Ludogorets Arena, Razgrad | Ludogorets Arena, Razgrad |

| Barrage retour     | Ajax Amsterdam | 0 – 1   | PFK Ludogorets Razgrad |                               |                               |
| 31 août 2023 20h00 | | (0 – 1) | 62e Tissera | Johan Cruyff Arena, Amsterdam | Johan Cruyff Arena, Amsterdam |
| 31 août 2023 20h00 | Bergwijn 45e · Taylor 56e · Berghuis 74e | Rapport | 55e Heister · 71e Gonçalves · | Johan Cruyff Arena, Amsterdam | Johan Cruyff Arena, Amsterdam |
| 31 août 2023 20h00 | Gorter – Wijndal ( 81e Salah-Eddine), Hato, Medić, Rensch – Taylor, Tahirović, Van den Boomen ( 46e Klaassen) – Bergwijn ( 71e Godts), Brobbey, Forbs ( 59e Berghuis) | Équipes | Sluga – Heister, Verdon, Sonko-Sundberg, Witry – Piotrowski ( 81e Naressi), Gonçalves, Yordanov ( 60e Yankov) – Tekpetey ( 81e Delev), Seco ( 46e Tissera), Vidal ( 66e Rick) | Johan Cruyff Arena, Amsterdam | Johan Cruyff Arena, Amsterdam |

##### Phase de groupes
| Rang | Équipe                 | Pts | J | G | N | P | Bp | Bc | Diff |  | Résultats (▼ dom., ► ext.) |     |     |     |     |
| ---- | ---------------------- | --- | - | - | - | - | -- | -- | ---- |  | -------------------------- | --- | --- | --- | --- |
| 1    | Brighton & Hove Albion | 13  | 6 | 4 | 1 | 1 | 10 | 5  | +5   |  | Brighton & Hove Albion     |     | 1-0 | 2-0 | 2-3 |
| 2    | Olympique de Marseille | 11  | 6 | 3 | 2 | 1 | 14 | 10 | +4   |  | Olympique de Marseille     | 2-2 |     | 4-3 | 3-1 |
| 3    | Ajax Amsterdam         | 5   | 6 | 1 | 2 | 3 | 10 | 13 | -3   |  | Ajax Amsterdam             | 0-2 | 3-3 |     | 3-1 |
| 4    | AEK Athènes            | 4   | 6 | 1 | 1 | 4 | 6  | 12 | -6   |  | AEK Athènes                | 0-1 | 0-2 | 1-1 |     |

| 1re journée             | Ajax Amsterdam | 3 – 3   | Olympique de Marseille |                               |                               |
| 21 septembre 2023 21h00 | Forbs 9e · ( Sosa) Berghuis 20e · ( Forbs) Taylor 52e | (2 – 2) | 23e Clauss (Harit ) · 38e Aubameyang (Harit ) · 78e Aubameyang (Veretout )                                                                                            | Johan Cruyff Arena, Amsterdam | Johan Cruyff Arena, Amsterdam |
| 21 septembre 2023 21h00 | Berghuis 22e · Vos 55e, 90+1e | Rapport | 90+4e Gigot · | Johan Cruyff Arena, Amsterdam | Johan Cruyff Arena, Amsterdam |
| 21 septembre 2023 21h00 | Gorter – Sosa, Hato, Šutalo, Gaaei – Taylor, Tahirović ( 46e Vos), Berghuis ( 84e Van den Boomen) – Bergwijn ( 90+3e Medić), Brobbey ( 84e Akpom), Forbs ( 90+3e Ávila) | Équipes | López – Lodi ( 79e Balerdi), Mbemba, Gigot, Clauss – Kondogbia ( 65e Vitinha), Rongier, Ounahi – Harit ( 79e Mughe), Aubameyang ( 79e Correa), Ndiaye ( 65e Veretout) | Johan Cruyff Arena, Amsterdam | Johan Cruyff Arena, Amsterdam |

| 2e journée           | AEK Athènes FC | 1 – 1   | Ajax Amsterdam |                                       |                                       |
| 5 octobre 2023 18h45 | ( Amrabat) Vida 75e | (0 – 1) | 30e (pen.) Bergwijn | OPAP Arena Agiá Sofiá, Néa Filadélfia | OPAP Arena Agiá Sofiá, Néa Filadélfia |
| 5 octobre 2023 18h45 | Vida 40e · Pineda 52e · Araujo 89e · Amrabat 90e | Rapport | 56e Brobbey · 56e Steijn · 61e Šutalo · | OPAP Arena Agiá Sofiá, Néa Filadélfia | OPAP Arena Agiá Sofiá, Néa Filadélfia |
| 5 octobre 2023 18h45 | Stankovic – Hajsafi ( 74e Eliasson), Moukoudi, Vida, Sidibé ( 67e Róta) – Gaćinović ( 79e Mohammadi), Szymański, Amrabat – Araujo, Pineda ( 67e Jønsson), Ponce ( 67e Mántalos) | Équipes | Gorter – Hato, Šutalo, Ávila, Rensch – Taylor, Tahirović ( 83e Van den Boomen), Berghuis – Bergwijn, Brobbey ( 73e Akpom), Forbs ( 83e Van Axel Dongen) | OPAP Arena Agiá Sofiá, Néa Filadélfia | OPAP Arena Agiá Sofiá, Néa Filadélfia |

| 3e journée            | Brighton & Hove Albion FC | 2 – 0   | Ajax Amsterdam |                                                      |                                                      |
| 26 octobre 2023 21h00 | Pedro 42e · ( Adingra) Fati 53e | (1 – 0) | | American Express Community Stadium, Brighton et Hove | American Express Community Stadium, Brighton et Hove |
| 26 octobre 2023 21h00 | Mitoma 22e · Van Hecke 31e | Rapport | | American Express Community Stadium, Brighton et Hove | American Express Community Stadium, Brighton et Hove |
| 26 octobre 2023 21h00 | Steele – Veltman, Van Hecke ( 85e Webster), Dunk, Milner ( 85e Dahoud) – Mitoma, Gilmour ( 64e Baleba), Groß, Adingra – Pedro ( 75e Ferguson), Fati ( 64e Buonanotte) | Équipes | Ramaj – Sosa, Hato, Šutalo, Gaaei – Taylor, Berghuis ( 60e Godts), Tahirović ( 60e Van den Boomen) – Bergwijn ( 75e Vos), Brobbey ( 75e Akpom), Forbs ( 46e Hlynsson) | American Express Community Stadium, Brighton et Hove | American Express Community Stadium, Brighton et Hove |

| 4e journée            | Ajax Amsterdam | 0 – 2   | Brighton & Hove Albion FC |                               |                               |
| 9 novembre 2023 18h45 | | (0 – 1) | 15e Fati (Adingra ) · 53e Adingra (Fati ) | Johan Cruyff Arena, Amsterdam | Johan Cruyff Arena, Amsterdam |
| 9 novembre 2023 18h45 | | Rapport | 33e Pedro · 69e Van Hecke · | Johan Cruyff Arena, Amsterdam | Johan Cruyff Arena, Amsterdam |
| 9 novembre 2023 18h45 | Ramaj – Hato, Šutalo, Rensch ( 78e Mikautadze), Gaaei ( 57e Sosa) – Taylor ( 46e Akpom), Hlynsson ( 57e Forbs), Vos ( 73e Tahirović) – Bergwijn, Brobbey, Berghuis | Équipes | Verbruggen – Veltman, Dunk ( 46e Julio), Van Hecke, Milner ( 8e Gilmour) – Mitoma, Groß, Fati ( 65e Ferguson), Dahoud ( 65e Estupiñán 77e Baleba), Adingra – Pedro | Johan Cruyff Arena, Amsterdam | Johan Cruyff Arena, Amsterdam |

| 5e journée             | Olympique de Marseille | 4 – 3   | Ajax Amsterdam |                             |                             |
| 30 novembre 2023 21h00 | Aubameyang 9e (pen.) · ( Clauss) Mbemba 26e · ( Harit) Aubameyang 48e · Aubameyang 90+3e (pen.)                                                                      | (2 – 2) | 10e Brobbey (Berghuis ) · 30e Brobbey (Berghuis ) · 79e Akpom (Hlynsson )                                                                                                  | Orange Vélodrome, Marseille | Orange Vélodrome, Marseille |
| 30 novembre 2023 21h00 | Lodi 69e · Sarr 90e | Rapport | 63e Berghuis · 71e Taylor · 76e Hlynsson · 90+3e Rensch · 90+8e Hato · | Orange Vélodrome, Marseille | Orange Vélodrome, Marseille |
| 30 novembre 2023 21h00 | López – Lodi ( 87e Murillo), Gigot, Mbemba, Clauss – Harit ( 87e Ounahi), Veretout ( 87e Vitinha), Kondogbia, Sarr – Aubameyang ( 90+5e Meïté), Correa ( 66e Ndiaye) | Équipes | Ramaj – Sosa ( 77e Martha), Hato, Rensch, Gaaei – Taylor ( 77e Akpom), Berghuis, Tahirović ( 90+4e Banel) – Bergwijn, Brobbey ( 90+7e Salah-Eddine), Forbs ( 46e Hlynsson) | Orange Vélodrome, Marseille | Orange Vélodrome, Marseille |

| 6e journée             | Ajax Amsterdam | 3 – 1   | AEK Athènes FC |                               |                               |
| 14 décembre 2023 21h00 | ( Hlynsson) Akpom 5e · ( Hato) Taylor 20e · ( Martha) Akpom 56e                                                                                      | (2 – 1) | 11e García (Eliasson ) | Johan Cruyff Arena, Amsterdam | Johan Cruyff Arena, Amsterdam |
| 14 décembre 2023 21h00 | Brobbey 8e · Sosa 10e · Hato 54e · Šutalo 76e | Rapport | 15e Amrabat · 35e Vida · 45+2e Moukoudi · | Johan Cruyff Arena, Amsterdam | Johan Cruyff Arena, Amsterdam |
| 14 décembre 2023 21h00 | Ramaj – Sosa, Hato, Šutalo, Rensch ( 74e Gooijer) – Taylor, Hlynsson ( 86e Mikautadze), Tahirović – Forbs ( 62e Gaaei), Brobbey ( 46e Martha), Akpom | Équipes | Athanasiádis – Hajsafi, Moukoudi ( 83e Galanópoulos), Vida, Róta – Amrabat ( 61e Pizarro), Mántalos, Szymański ( 90+1e Mohammadi), Eliasson – Zuber, García ( 83e Jønsson) | Johan Cruyff Arena, Amsterdam | Johan Cruyff Arena, Amsterdam |

#### Ligue Europa Conférence
Troisième de son groupe du tour principal de la Ligue Europa, l'Ajax Amsterdam est reversé en C4, la Ligue Europa Conférence, et doit disputer un tour de barrage face à une équipe classée deuxième de son groupe en C4 afin de pouvoir intégrer le tableau en 1/8 de finale.

##### Barrage de la phase à élimination directe
| Barrage aller         | Ajax Amsterdam | 2 – 2   | FK Bodø/Glimt |                               |                               |
| 15 février 2024 21h00 | Van den Boomen 90+1e (pen.) · Berghuis 90+7e | (0 – 1) | 16e Grønbæk (Hauge ) · 63e Grønbæk | Johan Cruyff Arena, Amsterdam | Johan Cruyff Arena, Amsterdam |
| 15 février 2024 21h00 | Gooijer 85e · Henderson 87e | Rapport | 37e Moe · 90e Bjørtuft · | Johan Cruyff Arena, Amsterdam | Johan Cruyff Arena, Amsterdam |
| 15 février 2024 21h00 | Ramaj – Rensch ( 46e Sosa), Hato, Šutalo, Gooijer ( 90+2e Gaaei) – Taylor ( 71e Van den Boomen), Hlynsson ( 90+2e Rijkhoff), Henderson – Akpom ( 63e Forbs), Brobbey, Berghuis | Équipes | Haug – Bjørkan, Gundersen, Moe, Wembangomo – Grønbæk ( 81e Kapskarmo), Berg, Fet ( 25e Saltnes) – Hauge ( 74e Žugelj), Evjen, Sørli ( 46e Gulliksen) | Johan Cruyff Arena, Amsterdam | Johan Cruyff Arena, Amsterdam |

| Barrage retour        | FK Bodø/Glimt | 1 – 2 ap              | Ajax Amsterdam |                       |                       |
| 22 février 2024 18h45 | ( Hauge) Berg 83e | (0 – 1, 1 – 1, 1 – 1) | 34e Berghuis (Brobbey ) · 114e Taylor (Mannsverk ) | Aspmyra Stadion, Bodø | Aspmyra Stadion, Bodø |
| 22 février 2024 18h45 | Grønbæk 57e, 66e · Žugelj 79e · Gundersen 90+1e · Evjen 96e | Rapport               | 48e Šutalo · 57e Rensch · 79e Ramaj · | Aspmyra Stadion, Bodø | Aspmyra Stadion, Bodø |
| 22 février 2024 18h45 | Haug – Bjørkan ( 109e Sorensen), Gundersen ( 90+7e Amundsen), Moe, Wembangomo ( 90+7e Sjøvold) – Grønbæk, Berg, Saltnes ( 90+7e Kapskarmo) – Hauge, Evjen ( 106e Gulliksen), Sørli ( 72e Žugelj) | Équipes               | Ramaj – Sosa, Hato, Šutalo, Rensch – Tahirović ( 112e Rijkhoff), Hlynsson ( 83e Taylor), Van den Boomen – Forbs ( 53e Gaaei), Brobbey ( 42e Akpom), Berghuis ( 106e Mannsverk) | Aspmyra Stadion, Bodø | Aspmyra Stadion, Bodø |

##### Phase finale
| Huitième de finale aller | Ajax Amsterdam | 0 – 0   | Aston Villa FC |                               |                               |
| 7 mars 2024 18h45        | | (0 – 0) | | Johan Cruyff Arena, Amsterdam | Johan Cruyff Arena, Amsterdam |
| 7 mars 2024 18h45        | Mannsverk 24e · Gooijer 68e, 86e                                                                                                  | Rapport | 25e, 83e Konsa · 64e Cash · 76e Zaniolo · | Johan Cruyff Arena, Amsterdam | Johan Cruyff Arena, Amsterdam |
| 7 mars 2024 18h45        | Ramaj – Hato, Kaplan, Rensch – Sosa, Mannsverk ( 76e Van den Boomen), Henderson, Gooijer – Taylor, Brobbey, Hlynsson ( 80e Akpom) | Équipes | Martínez – Digne ( 74e Moreno), Torres ( 46e Cash), Lenglet, Konsa – Iroegbunam ( 74e Zaniolo), Tielemans, Luiz, Diaby ( 63e McGinn) – Rogers ( 63e Bailey), Watkins | Johan Cruyff Arena, Amsterdam | Johan Cruyff Arena, Amsterdam |

| Huitième de finale retour | Aston Villa FC | 4 – 0   | Ajax Amsterdam |                        |                        |
| 14 mars 2024 21h00        | ( Luiz) Watkins 25e · ( Luiz) Bailey 60e · Durán 75e · Diaby 81e | (1 – 0) | | Villa Park, Birmingham | Villa Park, Birmingham |
| 14 mars 2024 21h00        | Rogers 11e · Watkins 19e | Rapport | 14e, 66e Mannsverk · | Villa Park, Birmingham | Villa Park, Birmingham |
| 14 mars 2024 21h00        | Martínez – Torres, Luiz ( 83e Kellyman), Carlos ( 74e Lenglet), Cash – Moreno, Diaby, McGinn, Rogers ( 46e Tielemans) – Watkins ( 33e Durán), Bailey ( 74e Iroegbunam) | Équipes | Ramaj – Hato, Kaplan ( 39e Akpom), Šutalo ( 69e Gaaei) – Sosa, Mannsverk, Henderson, Rensch ( 79e Tahirović) – Taylor, Brobbey, Hlynsson | Villa Park, Birmingham | Villa Park, Birmingham |

### Statistiques

#### Bilan de l'équipe
| Compétition             | Débute                      | Termine               | Matches joués | Gagnés | Nuls | Perdus | Buts pour | Buts contre | Différence |
| ----------------------- | --------------------------- | --------------------- | ------------- | ------ | ---- | ------ | --------- | ----------- | ---------- |
| Eredivisie              | –                           | Cinquième             | 34            | 15     | 11   | 8      | 74        | 61          | +13        |
| KNVB Beker              | 2e tour                     | 2e tour               | 1             | 0      | 0    | 1      | 2         | 3           | -1         |
| Ligue Europa            | Barrages de qualification   | Phase de groupes (3e) | 8             | 2      | 2    | 4      | 14        | 15          | -1         |
| Ligue Europa Conférence | Barrages de la phase finale | Huitièmes de finale   | 4             | 1      | 2    | 1      | 4         | 7           | -3         |
| Total                   | Total                       | Total                 | 47            | 18     | 15   | 14     | 94        | 86          | +8         |

#### Résumé des matchs officiels de la saison
| Compétition | J./Tour    | Date               | Domicile               | Rés.  | Extérieur              | Cl. | Buteur(s) pour l'Ajax Amsterdam                                      |
| ----------- | ---------- | ------------------ | ---------------------- | ----- | ---------------------- | --- | -------------------------------------------------------------------- |
| Eredivisie  | 1          | 12 août 2023       | Ajax Amsterdam         | 4-1   | Heracles Almelo        | 2e  | Medić (45e+8), Kudus (75e), Bergwijn (85e, 90e+6 sp)                 |
| Eredivisie  | 2          | 19 août 2023       | Excelsior Rotterdam    | 2-2   | Ajax Amsterdam         | 5e  | Brobbey (25e), Klaassen (72e)                                        |
| C3          | Barr. Q. A | 24 août 2023       | Ludogorets Razgrad     | 1-4   | Ajax Amsterdam         | -   | Kudus (16e, 18e, 50e), Brobbey (40e)                                 |
| C3          | Barr. Q. R | 31 août 2023       | Ajax Amsterdam         | 0-1   | Ludogorets Razgrad     | -   | -                                                                    |
| Eredivisie  | 4          | 3 septembre 2023   | Fortuna Sittard        | 0-0   | Ajax Amsterdam         | 11e | -                                                                    |
| Eredivisie  | 5          | 17 septembre 2023  | FC Twente              | 3-1   | Ajax Amsterdam         | 12e | Brobbey (35e)                                                        |
| C3          | 1          | 21 septembre 2023  | Ajax Amsterdam         | 3-3   | Olympique de Marseille | 3e  | Forbs (9e), Berghuis (20e), Taylor (52e)                             |
| Eredivisie  | 6          | 27 septembre 2023, | Ajax Amsterdam         | 0-4   | Feyenoord Rotterdam    | 14e | -                                                                    |
| C3          | 2          | 5 octobre 2023     | AEK Athènes            | 1-1   | Ajax Amsterdam         | 3e  | Bergwijn (30e sp)                                                    |
| Eredivisie  | 8          | 8 octobre 2023     | Ajax Amsterdam         | 1-2   | AZ Alkmaar             | 16e | Van den Boomen (73e)                                                 |
| Eredivisie  | 9          | 22 octobre 2023    | FC Utrecht             | 4-3   | Ajax Amsterdam         | 17e | Hlynsson (52e, 55e), Bergwijn (65e sp)                               |
| C3          | 3          | 26 octobre 2023    | Brighton & Hove Albion | 2-0   | Ajax Amsterdam         | 4e  | -                                                                    |
| Eredivisie  | 10         | 29 octobre 2023    | PSV Eindhoven          | 5-2   | Ajax Amsterdam         | 18e | Van den Boomen (10e), Brobbey (40e)                                  |
| Eredivisie  | 3          | 2 novembre 2023,   | Ajax Amsterdam         | 2-0   | FC Volendam            | 15e | Bergwijn (57e), Akpom (89e)                                          |
| Eredivisie  | 11         | 5 novembre 2023    | Ajax Amsterdam         | 4-1   | SC Heerenveen          | 11e | Bergwijn (25e), Brobbey (42e), Akpom (84e, 90e+2)                    |
| C3          | 4          | 9 novembre 2023    | Ajax Amsterdam         | 0-2   | Brighton & Hove Albion | 4e  | -                                                                    |
| Eredivisie  | 12         | 12 novembre 2023   | Almere City FC         | 2-2   | Ajax Amsterdam         | 12e | Akpom (68e), Tahirović (82e)                                         |
| Eredivisie  | 13         | 25 novembre 2023   | Ajax Amsterdam         | 5-0   | Vitesse Arnhem         | 8e  | Hato (3e), Hlynsson (12e), Oroz (50e csc), Akpom (58e), Taylor (67e) |
| C3          | 5          | 30 novembre 2023   | Olympique de Marseille | 4-3   | Ajax Amsterdam         | 4e  | Brobbey (10e, 30e), Akpom (79e)                                      |
| Eredivisie  | 14         | 3 décembre 2023    | NEC Nijmegen           | 1-2   | Ajax Amsterdam         | 8e  | Hlynsson (57e), Forbs (88e)                                          |
| Eredivisie  | 7          | 6 décembre 2023,   | RKC Waalwijk           | 2-3   | Ajax Amsterdam         | 6e  | Brobbey (30e), Bergwijn (43e sp), Berghuis (57e)                     |
| Eredivisie  | 15         | 9 décembre 2023    | Ajax Amsterdam         | 2-1   | Sparta Rotterdam       | 5e  | Brobbey (8e), Bergwijn (42e sp)                                      |
| C3          | 6          | 14 décembre 2023   | Ajax Amsterdam         | 3-1   | AEK Athènes            | 3e  | Akpom (5e, 56e), Taylor (20e)                                        |
| Eredivisie  | 16         | 17 décembre 2023   | Ajax Amsterdam         | 2-2   | PEC Zwolle             | 5e  | Brobbey (35e, 48e)                                                   |
| KNVB Cup    | T2         | 21 décembre 2023   | USV Hercules           | 3-2   | Ajax Amsterdam         | -   | Brobbey (83e), Akpom (89e)                                           |
| Eredivisie  | 17         | 14 janvier 2024    | Go Ahead Eagles        | 2-3   | Ajax Amsterdam         | 5e  | Brobbey (27e), Tahirović (45e+4), Rensch (72e)                       |
| Eredivisie  | 18         | 21 janvier 2024    | Ajax Amsterdam         | 4-1   | RKC Waalwijk           | 5e  | Brobbey (9e, 35e), Hlynsson (64e), Berghuis (87e)                    |
| Eredivisie  | 19         | 27 janvier 2024    | Heracles Almelo        | 2-4   | Ajax Amsterdam         | 5e  | Brobbey (16e, 57e), Berghuis (55e), Hlynsson (84e)                   |
| Eredivisie  | 20         | 3 février 2024     | Ajax Amsterdam         | 1-1   | PSV Eindhoven          | 5e  | Berghuis (19e)                                                       |
| Eredivisie  | 21         | 11 février 2024    | SC Heerenveen          | 3-2   | Ajax Amsterdam         | 5e  | Bochniewicz (51e csc), Akpom (79e)                                   |
| C4          | Barr. A    | 15 février 2024    | Ajax Amsterdam         | 2-2   | Bodø Glimt             | -   | Van den Boomen (90e+1 sp), Berghuis (90e+7)                          |
| Eredivisie  | 22         | 18 février 2024    | Ajax Amsterdam         | 2-2   | NEC Nijmegen           | 5e  | Brobbey (7e), Forbs (79e)                                            |
| C4          | Barr. R    | 22 février 2024    | Bodø Glimt             | 1-2ap | Ajax Amsterdam         | -   | Berghuis (34e), Taylor (114e)                                        |
| Eredivisie  | 23         | 25 février 2024    | AZ Alkmaar             | 2-0   | Ajax Amsterdam         | 5e  | -                                                                    |
| Eredivisie  | 24         | 3 mars 2024        | Ajax Amsterdam         | 2-0   | FC Utrecht             | 5e  | Brobbey (39e), Taylor (77e)                                          |
| C4          | 1/8 A      | 7 mars 2024        | Ajax Amsterdam         | 0-0   | Aston Villa            | -   | -                                                                    |
| Eredivisie  | 25         | 10 mars 2024       | Ajax Amsterdam         | 2-2   | Fortuna Sittard        | 5e  | Taylor (8e), Brobbey (88e)                                           |
| C4          | 1/8 R      | 14 mars 2024       | Aston Villa            | 4-0   | Ajax Amsterdam         | -   | -                                                                    |
| Eredivisie  | 26         | 17 mars 2024       | Sparta Rotterdam       | 2-2   | Ajax Amsterdam         | 5e  | Akpom (65e), Bergwijn (88e)                                          |
| Eredivisie  | 27         | 31 mars 2024       | PEC Zwolle             | 1-3   | Ajax Amsterdam         | 5e  | Hlynsson (12e), Akpom (24e, 84e)                                     |
| Eredivisie  | 28         | 4 avril 2024       | Ajax Amsterdam         | 1-1   | Go Ahead Eagles        | 5e  | Gaaei (24e)                                                          |
| Eredivisie  | 29         | 7 avril 2024       | Feyenoord Rotterdam    | 6-0   | Ajax Amsterdam         | 6e  | -                                                                    |
| Eredivisie  | 30         | 14 avril 2024      | Ajax Amsterdam         | 2-1   | FC Twente              | 5e  | Brobbey (59e), Bergwijn (81e sp)                                     |
| Eredivisie  | 31         | 24 avril 2024      | Ajax Amsterdam         | 2-2   | Excelsior Rotterdam    | 5e  | Rensch (27e), Akpom (89e)                                            |
| Eredivisie  | 32         | 5 mai 2024         | FC Volendam            | 1-4   | Ajax Amsterdam         | 5e  | Taylor (25e, 77e), Akpom (59e), Brobbey (70e)                        |
| Eredivisie  | 33         | 12 mai 2024        | Ajax Amsterdam         | 3-0   | Almere City FC         | 5e  | Bergwijn (29e, 34e, 38e)                                             |
| Eredivisie  | 34         | 19 mai 2024        | Vitesse Arnhem         | 2-2   | Ajax Amsterdam         | 5e  | Šutalo (42e), Berghuis (90e+3)                                       |

#### Statistiques individuelles
| N° | Nat | Nom             | Eredivisie | Eredivisie  | Eredivisie     | Eredivisie | Eredivisie   | KNVB Beker | KNVB Beker  | KNVB Beker     | KNVB Beker | KNVB Beker   | Ligue Europa | Ligue Europa | Ligue Europa   | Ligue Europa | Ligue Europa | Ligue Europa Conférence | Ligue Europa Conférence | Ligue Europa Conférence | Ligue Europa Conférence | Ligue Europa Conférence | Total   | Total       | Total          | Total  | Total        |
| N° | Nat | Nom             | MJ         | But inscrit | Passe décisive | Averti     | Carton rouge | MJ         | But inscrit | Passe décisive | Averti     | Carton rouge | MJ           | But inscrit  | Passe décisive | Averti       | Carton rouge | MJ                      | But inscrit             | Passe décisive          | Averti                  | Carton rouge            | MJ      | But inscrit | Passe décisive | Averti | Carton rouge |
| -- | --- | --------------- | ---------- | ----------- | -------------- | ---------- | ------------ | ---------- | ----------- | -------------- | ---------- | ------------ | ------------ | ------------ | -------------- | ------------ | ------------ | ----------------------- | ----------------------- | ----------------------- | ----------------------- | ----------------------- | ------- | ----------- | -------------- | ------ | ------------ |
| 1  |     | Rulli           | 7 (7)      | 0           | 0              | 0          | 0            | 0 (0)      | 0           | 0              | 0          | 0            | 0 (0)        | 0            | 0              | 0            | 0            | 0 (0)                   | 0                       | 0                       | 0                       | 0                       | 7 (7)   | 0           | 0              | 0      | 0            |
| 2  |     | Rensch          | 27 (24)    | 2           | 4              | 2          | 1            | 0 (0)      | 0           | 0              | 0          | 0            | 6 (6)        | 0            | 1              | 1            | 0            | 4 (4)                   | 0                       | 0                       | 1                       | 0                       | 37 (34) | 2           | 5              | 4      | 1            |
| 3  |     | Gaaei           | 25 (12)    | 1           | 2              | 1          | 0            | 1 (0)      | 0           | 1              | 1          | 0            | 5 (4)        | 0            | 0              | 0            | 0            | 3 (0)                   | 0                       | 0                       | 0                       | 0                       | 34 (16) | 1           | 3              | 2      | 0            |
| 4  |     | Hato            | 33 (33)    | 1           | 2              | 5          | 0            | 1 (1)      | 0           | 0              | 0          | 0            | 8 (8)        | 0            | 1              | 2            | 0            | 4 (4)                   | 0                       | 0                       | 0                       | 0                       | 46 (46) | 1           | 3              | 7      | 0            |
| 5  |     | Wijndal         | 2 (0)      | 0           | 0              | 0          | 0            | 0 (0)      | 0           | 0              | 0          | 0            | 2 (2)        | 0            | 0              | 0            | 0            | 0 (0)                   | 0                       | 0                       | 0                       | 0                       | 4 (2)   | 0           | 0              | 0      | 0            |
| 6  |     | Klaassen        | 2 (0)      | 1           | 0              | 0          | 0            | 0 (0)      | 0           | 0              | 0          | 0            | 2 (0)        | 0            | 0              | 0            | 0            | 0 (0)                   | 0                       | 0                       | 0                       | 0                       | 4 (0)   | 1           | 0              | 0      | 0            |
| 6  |     | Henderson       | 9 (9)      | 0           | 3              | 0          | 0            | 0 (0)      | 0           | 0              | 0          | 0            | 0 (0)        | 0            | 0              | 0            | 0            | 3 (3)                   | 0                       | 0                       | 1                       | 0                       | 12 (12) | 0           | 3              | 1      | 0            |
| 7  |     | Bergwijn        | 24 (23)    | 12          | 4              | 5          | 1            | 0 (0)      | 0           | 0              | 0          | 0            | 7 (7)        | 1            | 1              | 1            | 0            | 0 (0)                   | 0                       | 0                       | 0                       | 0                       | 31 (29) | 13          | 5              | 6      | 1            |
| 8  |     | Taylor          | 34 (31)    | 5           | 5              | 3          | 0            | 1 (1)      | 0           | 0              | 0          | 0            | 8 (8)        | 2            | 1              | 2            | 0            | 4 (3)                   | 1                       | 0                       | 0                       | 0                       | 47 (43) | 8           | 6              | 5      | 0            |
| 9  |     | Brobbey         | 30 (29)    | 18          | 7              | 4          | 0            | 1 (0)      | 1           | 0              | 1          | 0            | 8 (8)        | 3            | 0              | 2            | 0            | 4 (4)                   | 0                       | 1                       | 0                       | 0                       | 43 (41) | 22          | 8              | 7      | 0            |
| 10 |     | Akpom           | 25 (8)     | 11          | 3              | 0          | 0            | 1 (1)      | 1           | 0              | 0          | 0            | 6 (1)        | 3            | 0              | 0            | 0            | 4 (1)                   | 0                       | 0                       | 0                       | 0                       | 36 (11) | 15          | 3              | 0      | 0            |
| 11 |     | Forbs           | 21 (8)     | 2           | 3              | 0          | 0            | 1 (1)      | 0           | 0              | 0          | 0            | 8 (6)        | 1            | 1              | 0            | 0            | 2 (1)                   | 0                       | 0                       | 0                       | 0                       | 32 (16) | 3           | 4              | 0      | 0            |
| 12 |     | Gorter          | 8 (7)      | 0           | 0              | 0          | 0            | 0 (0)      | 0           | 0              | 0          | 0            | 4 (4)        | 0            | 0              | 0            | 0            | 0 (0)                   | 0                       | 0                       | 0                       | 0                       | 12 (11) | 0           | 0              | 0      | 0            |
| 13 |     | Kaplan          | 11 (10)    | 0           | 1              | 2          | 1            | 0 (0)      | 0           | 0              | 0          | 0            | 0 (0)        | 0            | 0              | 0            | 0            | 2 (2)                   | 0                       | 0                       | 0                       | 0                       | 13 (12) | 0           | 1              | 2      | 1            |
| 16 |     | Mannsverk       | 13 (12)    | 0           | 0              | 4          | 0            | 0 (0)      | 0           | 0              | 0          | 0            | 0 (0)        | 0            | 0              | 0            | 0            | 3 (2)                   | 0                       | 1                       | 3                       | 1                       | 16 (14) | 0           | 1              | 7      | 1            |
| 17 |     | Salah-Eddine    | 6 (2)      | 0           | 1              | 0          | 0            | 0 (0)      | 0           | 0              | 0          | 0            | 3 (0)        | 0            | 0              | 0            | 0            | 0 (0)                   | 0                       | 0                       | 0                       | 0                       | 9 (2)   | 0           | 1              | 0      | 0            |
| 18 |     | Medić           | 6 (3)      | 1           | 0              | 1          | 0            | 0 (0)      | 0           | 0              | 0          | 0            | 3 (3)        | 0            | 0              | 1            | 0            | 0 (0)                   | 0                       | 0                       | 0                       | 0                       | 9 (6)   | 1           | 0              | 2      | 0            |
| 19 |     | Mikautadze      | 6 (2)      | 0           | 0              | 0          | 0            | 1 (1)      | 0           | 0              | 0          | 0            | 2 (0)        | 0            | 0              | 0            | 0            | 0 (0)                   | 0                       | 0                       | 0                       | 0                       | 9 (3)   | 0           | 0              | 0      | 0            |
| 19 |     | Rijkhoff        | 8 (0)      | 0           | 0              | 0          | 0            | 0 (0)      | 0           | 0              | 0          | 0            | 0 (0)        | 0            | 0              | 0            | 0            | 2 (0)                   | 0                       | 0                       | 0                       | 0                       | 10 (0)  | 0           | 0              | 0      | 0            |
| 20 |     | Kudus           | 2 (2)      | 1           | 1              | 0          | 0            | 0 (0)      | 0           | 0              | 0          | 0            | 1 (1)        | 3            | 0              | 0            | 0            | 0 (0)                   | 0                       | 0                       | 0                       | 0                       | 3 (3)   | 4           | 1              | 0      | 0            |
| 21 |     | Van den Boomen  | 21 (11)    | 2           | 1              | 1          | 0            | 0 (0)      | 0           | 0              | 0          | 0            | 5 (1)        | 0            | 0              | 0            | 0            | 3 (1)                   | 1                       | 0                       | 0                       | 0                       | 29 (13) | 3           | 1              | 1      | 0            |
| 23 |     | Berghuis        | 20 (16)    | 5           | 8              | 1          | 0            | 0 (0)      | 0           | 0              | 0          | 0            | 7 (6)        | 1            | 2              | 2            | 1            | 2 (2)                   | 2                       | 0                       | 0                       | 0                       | 29 (24) | 8           | 10             | 3      | 1            |
| 24 |     | Vos             | 11 (4)     | 0           | 0              | 3          | 0            | 0 (0)      | 0           | 0              | 0          | 0            | 3 (1)        | 0            | 0              | 2            | 1            | 0 (0)                   | 0                       | 0                       | 0                       | 0                       | 14 (5)  | 0           | 0              | 5      | 1            |
| 25 |     | Sosa            | 15 (9)     | 0           | 4              | 1          | 0            | 0 (0)      | 0           | 0              | 0          | 0            | 5 (4)        | 0            | 1              | 1            | 0            | 4 (3)                   | 0                       | 0                       | 0                       | 0                       | 24 (16) | 0           | 5              | 2      | 0            |
| 27 |     | Van Axel Dongen | 3 (1)      | 0           | 0              | 0          | 0            | 1 (1)      | 0           | 0              | 0          | 0            | 1 (0)        | 0            | 0              | 0            | 0            | 0 (0)                   | 0                       | 0                       | 0                       | 0                       | 5 (2)   | 0           | 0              | 0      | 0            |
| 28 |     | Fitz-Jim        | 2 (0)      | 0           | 0              | 0          | 0            | 0 (0)      | 0           | 0              | 0          | 0            | 0 (0)        | 0            | 0              | 0            | 0            | 0 (0)                   | 0                       | 0                       | 0                       | 0                       | 2 (0)   | 0           | 0              | 0      | 0            |
| 30 |     | Ávila           | 5 (4)      | 0           | 0              | 1          | 0            | 1 (1)      | 0           | 0              | 0          | 0            | 2 (1)        | 0            | 0              | 0            | 0            | 0 (0)                   | 0                       | 0                       | 0                       | 0                       | 8 (6)   | 0           | 0              | 1      | 0            |
| 33 |     | Tahirović       | 26 (18)    | 2           | 4              | 5          | 0            | 1 (0)      | 0           | 1              | 0          | 0            | 8 (7)        | 0            | 0              | 0            | 0            | 2 (1)                   | 0                       | 0                       | 0                       | 0                       | 37 (26) | 2           | 5              | 5      | 0            |
| 37 |     | Šutalo          | 23 (22)    | 1           | 0              | 2          | 0            | 1 (1)      | 0           | 0              | 0          | 0            | 5 (5)        | 0            | 0              | 2            | 0            | 3 (3)                   | 0                       | 0                       | 0                       | 1                       | 32 (31) | 1           | 0              | 4      | 1            |
| 38 |     | Hlynsson        | 25 (22)    | 7           | 1              | 2          | 0            | 1 (1)      | 0           | 0              | 0          | 0            | 4 (2)        | 0            | 2              | 1            | 0            | 4 (4)                   | 0                       | 0                       | 0                       | 0                       | 34 (29) | 7           | 3              | 3      | 0            |
| 39 |     | Godts           | 13 (7)     | 0           | 2              | 0          | 0            | 0 (0)      | 0           | 0              | 0          | 0            | 3 (0)        | 0            | 0              | 0            | 0            | 0 (0)                   | 0                       | 0                       | 0                       | 0                       | 16 (7)  | 0           | 2              | 0      | 0            |
| 40 |     | Ramaj           | 22 (20)    | 0           | 0              | 0          | 0            | 1 (1)      | 0           | 0              | 0          | 0            | 4 (4)        | 0            | 0              | 0            | 0            | 4 (4)                   | 0                       | 0                       | 1                       | 0                       | 31 (29) | 0           | 0              | 1      | 0            |
| 42 |     | Martha          | 9 (8)      | 0           | 1              | 0          | 0            | 1 (0)      | 0           | 0              | 0          | 0            | 2 (0)        | 0            | 1              | 0            | 0            | 0 (0)                   | 0                       | 0                       | 0                       | 0                       | 12 (8)  | 0           | 2              | 0      | 0            |
| 47 |     | Gooijer         | 9 (7)      | 0           | 1              | 0          | 0            | 1 (1)      | 0           | 0              | 0          | 0            | 1 (0)        | 0            | 0              | 0            | 0            | 2 (2)                   | 0                       | 0                       | 3                       | 1                       | 13 (10) | 0           | 1              | 3      | 1            |
| 49 |     | Banel           | 5 (1)      | 0           | 1              | 0          | 0            | 0 (0)      | 0           | 0              | 0          | 0            | 1 (0)        | 0            | 0              | 0            | 0            | 0 (0)                   | 0                       | 0                       | 0                       | 0                       | 6 (1)   | 0           | 1              | 0      | 0            |

#### Statistiques des buteurs
|       | Buteur                | Eredivisie | KNVB Beker | Ligue Europa | Ligue Europa Conférence | Total | MJ |
| ----- | --------------------- | ---------- | ---------- | ------------ | ----------------------- | ----- | -- |
| TOTAL | TOTAL                 | 72         | 2          | 14           | 4                       | 92    | 47 |
| 1     | Brian Brobbey         | 18         | 1          | 3            | 0                       | 22    | 43 |
| 2     | Chuba Akpom           | 11         | 1          | 3            | 0                       | 15    | 36 |
| 3     | Steven Bergwijn       | 12         | 0          | 1            | 0                       | 13    | 31 |
| 4     | Steven Berghuis       | 5          | 0          | 1            | 2                       | 8     | 29 |
| 5     | Kenneth Taylor        | 5          | 0          | 2            | 1                       | 8     | 47 |
| 6     | Kristian Hlynsson     | 7          | 0          | 0            | 0                       | 7     | 34 |
| 7     | Mohammed Kudus        | 1          | 0          | 3            | 0                       | 4     | 3  |
| 8     | Branco van den Boomen | 2          | 0          | 0            | 1                       | 3     | 29 |
| 9     | Carlos Forbs Borges   | 2          | 0          | 1            | 0                       | 3     | 32 |
| 10    | Benjamin Tahirović    | 2          | 0          | 0            | 0                       | 2     | 37 |
| 11    | Devyne Rensch         | 2          | 0          | 0            | 0                       | 2     | 38 |
| 12    | Davy Klaassen         | 1          | 0          | 0            | 0                       | 1     | 4  |
| 13    | Jakov Medić           | 1          | 0          | 0            | 0                       | 1     | 9  |
| 14    | Josip Šutalo          | 1          | 0          | 0            | 0                       | 1     | 32 |
| 14    | Anton Gaaei           | 1          | 0          | 0            | 0                       | 1     | 34 |
| 15    | Jorrel Hato           | 1          | 0          | 0            | 0                       | 1     | 46 |

#### Statistiques des passeurs décisifs
|       | Passeur               | Eredivisie | KNVB Beker | Ligue Europa | Ligue Europa Conférence | Total | MJ |
| ----- | --------------------- | ---------- | ---------- | ------------ | ----------------------- | ----- | -- |
| TOTAL | TOTAL                 | 60         | 2          | 11           | 2                       | 75    | 47 |
| 1     | Steven Berghuis       | 8          | 0          | 2            | 0                       | 10    | 29 |
| 2     | Brian Brobbey         | 8          | 0          | 0            | 1                       | 9     | 43 |
| 3     | Kenneth Taylor        | 5          | 0          | 1            | 0                       | 6     | 47 |
| 4     | Borna Sosa            | 4          | 0          | 1            | 0                       | 5     | 24 |
| 5     | Steven Bergwijn       | 4          | 0          | 1            | 0                       | 5     | 31 |
| 6     | Devyne Rensch         | 4          | 0          | 1            | 0                       | 5     | 37 |
| 7     | Benjamin Tahirović    | 4          | 1          | 0            | 0                       | 5     | 38 |
| 8     | Carlos Forbs Borges   | 3          | 0          | 1            | 0                       | 4     | 32 |
| 9     | Jordan Henderson      | 3          | 0          | 0            | 0                       | 3     | 12 |
| 10    | Kristian Hlynsson     | 1          | 0          | 2            | 0                       | 3     | 33 |
| 11    | Anton Gaaei           | 2          | 1          | 0            | 0                       | 3     | 34 |
| 12    | Chuba Akpom           | 3          | 0          | 0            | 0                       | 3     | 36 |
| 13    | Jorrel Hato           | 2          | 0          | 1            | 0                       | 3     | 46 |
| 14    | Ar'jany Martha        | 1          | 0          | 1            | 0                       | 2     | 12 |
| 15    | Mika Godts            | 2          | 0          | 0            | 0                       | 2     | 16 |
| 16    | Mohammed Kudus        | 1          | 0          | 0            | 0                       | 1     | 3  |
| 17    | Jaydon Banel          | 1          | 0          | 0            | 0                       | 1     | 6  |
| 18    | Anass Salah-Eddine    | 1          | 0          | 0            | 0                       | 1     | 9  |
| 19    | Tristan Gooijer       | 1          | 0          | 0            | 0                       | 1     | 13 |
| 19    | Ahmetcan Kaplan       | 1          | 0          | 0            | 0                       | 1     | 13 |
| 21    | Sivert Mannsverk      | 0          | 0          | 0            | 1                       | 1     | 16 |
| 22    | Branco van den Boomen | 1          | 0          | 0            | 0                       | 1     | 29 |